# Seznam rasových vražd v Česku
Seznam rasových vražd v Česku od roku 1990 zahrnuje rasově motivované trestné činy vraždy na území České republiky v „novodobé historii“, tedy po sametové revoluci.

## Seznam
| Zavražděný               | Místo            | Okres            | Datum              | Poznámky                                                                          |
| ------------------------ | ---------------- | ---------------- | ------------------ | --------------------------------------------------------------------------------- |
| turecký občan            | Plzeň            | Plzeň-město      | 7. června 1990     | členové skupiny skinheadů dostali tresty od 4 po 9,5 let                          |
| Bendík, Emil             | Libkov           | Domažlice        | 23. února 1991     | deset obviněných dostalo tresty od šestnácti měsíců po 7,5 roku                   |
| Sztojka, Josef           | Hradec Králové   | Hradec Králové   | 10. srpna 1991     | nejasné okolnosti                                                                 |
| Rudolf, Radek            | Jičíněves        | Jičín            | 28. srpna 1991     | skinhead Petr Krnáč byl potrestán 17 lety vězení                                  |
| Šarközy, Juraj           | Čerčany          | Benešov          | 11. listopadu 1991 | vrah Jiří Přibyl byl potrestán 10 lety vězení                                     |
| Balogh, Karel            | Jílové u Prahy   | Praha-západ      | 8. srpna 1993      | vrah Zdeněk Šembera byl potrestán 11 lety vězení                                  |
| F., Jiří                 | Praha            | Praha            | 22. září 1993      | dva skinheadi byli potrestáni 20 lety vězení                                      |
| Danihel, Tibor           | Písek            | Písek            | 24. září 1993      | Tibor Danihel utonul v Otavě, tři útočníci dostali tresty od 7 do 8 let           |
| Berki, Tibor             | Žďár nad Sázavou | Žďár nad Sázavou | 13. května 1995    | vrah byl potrestán 13 lety vězení                                                 |
| Abdelradi, Hassan Elamin | Praha            | Praha            | 8. listopadu 1997  | napadeni 2 Súdánci, jeden zemřel, vrah dostal 13,5 roku                           |
| Lacko, Milan             | Lutyně           | Karviná          | 17. května 1998    | zbitého Milana Lacka přejelo auto, hlavní útočník Petr Domes byl potrestán 3 lety |
| Absolon, Ota             | Svitavy          | Svitavy          | 20. července 2001  | skinhead Vlastimil Pechanec byl potrestán 17 lety vězení                          |

## Nepotvrzená rasově motivovaná úmrtí
Do veřejného povědomí se dostala i další úmrtí, u kterých se uvažovalo o rasovém motivu, ten však nebyl nikdy de iure prokázán.
| Zemřelý           | Místo    | Okres      | Datum           | Poznámky |
| ----------------- | -------- | ---------- | --------------- | --- |
| Biháriová, Helena | Vrchlabí | Trutnov    | 15. února 1998  | Skupina mladých skinheadů se dostala do konfliktu s 26letou zlodějkou Biháriovou, při potyčce ji vhodili do řeky, kde utonula. Krajský soud v Hradci Králové se na základě provedených důkazů a výslechů ztotožnil se závěry vyšetřování, vylučujících rasový motiv. Hlavní pachatel útoku Jiří Neffe byl za vydírání s následkem smrti odsouzen na 8,5 roku, spolupachatel Petr Klazar byl po odvolání odsouzen na 1 rok a 3 měsíce za výtržnictví. |
| Tóth, Ján         | Hodonín  | Hodonín    | 17. května 2007 | Čtyři opilí mladíci zbili 26letého narkomana Tótha, polili ho jeho toluenem a zapálili. Hlavní útočník Juraj Lukáš byl za vraždu odsouzen do vězení na 13,5 roku, spolupachatelé Michael Iš, Martin Martinusík a Michal Vala byli za výtržnictví odsouzeni k 1 roku podmíněně s pětiletým odkladem. |
| Demeter, Miroslav | Žatec    | Louny      | 18. října 2016  | 26letý Demeter vyvolal konflikt v tamní pizzerii Panamera; zkolaboval v rámci rvačky s hosty a personálem. Pitva prokázala, že důvodem smrti byly degenerativní změny orgánů, zejména srdce, způsobené dlouhodobým užíváním pervitinu, a že jeho smrt nebyla zaviněna jinou osobou. |
| Tomáš, Stanislav  | Teplice  | Teplice    | 19. června 2021 | 35letý zdrogovaný Tomáš se rval na ulici, vlastní hlavou bil do zaparkovaného auta a napadl přivolané policisty; zemřel náhle po naložení do sanitky. Pitva prokázala, že příčinou smrti byla srdeční choroba a předávkování drogami, a že na jeho smrti nenese nikdo vinu. |
| Zahrádka, Nicolas | Brno     | Brno-město | 10. června 2023 | Roman Rohozin, státní příslušník Ukrajiny, upozornil v tramvaji trojici podnapilých Romů, aby se chovali v souladu s přepravním řádem. Po vystoupení z tramvaje na něj tato trojice zaútočila slovně i fyzicky. Napadený Rohozin, který neměl možnost úniku, v rámci sebeobrany použil nůž a bodl jím do břicha nejagresivnějšího útočníka Zahrádku, který následkem toho zkolaboval a za několik desítek minut zemřel. Státní zástupce obžaloval Rohozina z vraždy, Krajský soud v Brně se však ztotožnil s názorem obhajoby, že účinná sebeobrana musí být důraznější než útok, obzvláště proti trojnásobné přesile, a plně jej zprostil viny. Zbylí dva romští útočníci dostali od Městského soudu v Brně podmíněný trest za výtržnictví. Událost vyvolala napětí mezi romskou a ukrajinskou menšinou v Česku. |